# 小平市立花小金井南中学校
小平市立花小金井南中学校（こだいらしりつ はなこがねいみなみちゅうがっこう）は、東京都小平市花小金井南町一丁目にある公立の中学校である。

## 沿革
- 1978年（昭和53年）4月1日 - 開校

## 教育目標
- 進んで学習に取り組み、根気よく努力する人
- 心身ともに健康で、礼儀正しい人
- 勤労を尊び、協力する人

## 校区
- 御幸町の全域
- 鈴木町二丁目の146から175番地、177から186番地及び614から874番地
- 花小金井南町一丁目から三丁目の全域
- 花小金井一丁目及び六丁目の全域

## 交通
- 西武鉄道新宿線 花小金井駅から徒歩6分。
- 西武バス小金井公園北バス停から、徒歩10分。